# Supergott
Supergott är ett musikalbum från år 2001 av gruppen Caramell.
Inkluderar låten "Caramelldansen".

## Låtlista

### Originalalbumet
1. "Caramelldansen" – 03:30
2. "Vad heter Du?" – 03:14
3. "Ooa hela natten" – 03:41
4. "Doktorn" – 03:10
5. "I min mobil" – 04:01
6. "Spelar ingen roll" – 03:35
7. "Diskotek" – 03:38
8. "I drömmarnas land" – 03:12
9. "Kom, håll om mig" – 03:47
10. "Här é jag" – 03:22
11. "Ett & två" – 03:23
12. "Vild och galen" – 03:19
13. "Caramell Megamix" – 04:43

### Speedy Mixes
1. "Caramelldansen" – 02:55
2. "Vad heter Du?" – 02:43
3. "Ooa hela natten" – 03:05
4. "Doktorn" – 02:39
5. "I min mobil" – 03:23
6. "Spelar ingen roll" – 03:01
7. "Diskotek" – 03:04
8. "I drömmarnas land" – 02:42
9. "Kom, håll om mig" – 03:11
10. "Allra bästa vänner" - 02:34
11. "Ett & Två" – 02:51
12. "Vild och galen" – 02:46
13. "Caramell Megamix" – 03:58